# Beilschmiedia bancroftii
Beilschmiedia bancroftii là loài thực vật có hoa trong họ Nguyệt quế. Loài này được (Bailey) C.T.White miêu tả khoa học đầu tiên năm 1918.